# ۱۳۱۹ (قمری)
۱۳۱۹ (قمری)، هزار و سیصد و نوزدهمین سال در گاهشماری هجری قمری است. اول محرم این سال برابر با بیستم آوریل سال ۱۹۰۱ میلادی است.

## وابسته
- مهدی الهی قمشه‌ای